# Günther Rüdel
Pour les articles homonymes, voir Rudel.
Günther Rüdel (15 novembre 1883 à Metz - 22 avril 1950 à Munich) est un général d'armée allemand de la Luftwaffe, actif durant la Seconde Guerre mondiale. En août 1944, le Generaloberst Rüdel a été nommé juge honoraire au Volksgerichtshof, le tribunal populaire du régime nazi.

## Biographie
Günther Rüdel naît le 15 novembre 1883, à Metz, une ville de garnison animée d'Alsace-Lorraine. Avec sa ceinture fortifiée, Metz est alors la première place forte du Reich allemand, constituant une pépinière d'officiers supérieurs et généraux. Comme ses compatriotes Wilhelm Baur et Joachim Degener, le jeune Rüdel se tourne naturellement vers le métier des armes. Il s’engage donc en 1902 dans l’armée bavaroise. 

### Première Guerre mondiale
Günther Rüdel sert, comme Oberleutnant, lieutenant, dans le 3e régiment d'artillerie royal bavarois (de), pendant toute la durée de la guerre. Il n’est pas envoyé sur le front pendant la guerre, mais sert dans les services d'état-major, au ministère de la guerre. Il reçoit la Ritterkreuz des königslichen Hausordens von Höhenzollern mit Schwerten.

### Entre-deux-guerres
Après guerre, Rüdel fait carrière dans les services d'état-major, où il est promu Oberstleutnant, lieutenant-colonel, en février 1929, puis Oberst, colonel, en décembre 1931. Quand le Troisième Reich intensifie le réarmement de ses troupes en avril 1935, Günther Rüdel intègre la Luftwaffe, avec le grade de Generalmajor, général de brigade. Responsable de la défense aérienne, il est nommé Inspekteur d. Flakartillerie und des Luftschutz. Dès le 1er avril 1936, Günther Rüdel est promu Generalleutnant, général de division. Le 1er février 1938, Rüdel est nommé inspecteur de la Flakartillerie et de la défense aérienne, avec le grade de General der Flakartillerie, général de corps d'armée.

### Seconde Guerre mondiale
Lorsque la guerre éclate, Günther Rüdel sert toujours au Haut-commandement de la Luftwaffe, comme Chef der Luftwehr et Inspekteur des Luftschutz. Le général est placé dans la Führerreserve en septembre 1942. Le 1er novembre 1942, Günther Rüdel est promu Generaloberst, général d'armée aérienne, le grade le plus élevé de l'armée de l'air allemande après celui de Generalfeldmarschall. Le 9 novembre 1942, il reçoit en outre la Ritterkreuz des Kriegsverdienstkreuzes mit Schwertern pour sa carrière militaire. Le 30 novembre 1942, Rüdel se retire du service actif. En août 1944, Günther Rüdel est nommé juge honoraire au Volksgerichtshof.
Günther Rüdel décèdera le 22 avril 1950 à Munich.

## Grades
- Fähnrich, Aspirant: 5 juillet 1902;
- Leutnant, Sous-lieutenant : Mars 1904;
- Oberleutnant, Lieutenant : Mars 1912 ;
- Hauptmann, Capitaine : 9 août 1915 ;
- Major, Commandant : 1er décembre 1923 ;
- Oberstleutnant, Lieutenant-colonel : 1er février 1929 ;
- Oberst, Colonel : 1er décembre 1931
- Generalmajor, Général de brigade : 1er octobre 1934 ;
- Generalleutnant, Général de division : 1er avril 1936 ;
- General der Flakartillerie,Général de corps d'armée : 1er octobre 1937 ;
- Generaloberst, Général d'armée : 1er novembre 1942.

## Distinctions
- Croix de fer (1914), Ire et IIe classes[5].
- Ritterkreuz des Königlichen Hausordens von Hohenzollern, mit Schwertern[5].
- Bayerischer Militärverdienstorden, mit Schwertern[5].
- Hanseatenkreuz Hamburg[5].
- Wilhelm-Ernst-Kriegskreuz[5]
- Orden der Eisernen Krone mit der Kriegsdekoration[5].
- Österreichisches Militärverdienstkreuz mit der Kriegsdekoration[5].
- Croix d'honneur pour combattant
- Médaille de service de longue durée de la Wehrmacht, IVe à Ire classes.
- Kriegsverdienstkreuz (1939), mit Schwertern, IIe et Ire classes.
- Ritterkreuz des Kriegsverdienstkreuzes, mit Schwertern
- Flak-Kampfabzeichen